# برينان مانينغ
برينان مانينغ (بالإنجليزية: Brennan Manning)‏ هو مؤلف أمريكي، ولد في 27 أبريل 1934 في نيويورك في الولايات المتحدة، وتوفي في 12 أبريل 2013.